# Вишнівці (Олександрійський район)
Вишні́вці (в минулому — Усть-Вершина, Іванівка)  — село в Україні, в Онуфріївській селищній громаді Олександрійського району Кіровоградської області. Населення становить 551 особа. Колишній центр Вишнівцівської сільської ради.

## Географія
На північ від села розташований лісовий заказник загальнодержавного значення «Велика Стінка», а на захід від села — ландшафтний заказник місцевого значення «Суховершок». У селі бере початок річка Лозоватка

## Історія
Село Вишнівці (початково - Усть-Вершина, пізніше - Іванівка) засноване цолнером кременчуцької митниці у 1774—1775 роках капітаном Іваном Івановичем Комбурлеєм. Назва Усть-Вершина пов'язана з розташуванням біля верхів'ї балки Лозоватої. З 1780-х років до 1961 року село називалося Іванівка, а в 1961 р. перейменовано на Вишнівці. Ця назва не має історичного змісту.
Станом на 1886 рік у селі Онуфріївської волості Олександрійського повіту Херсонської губернії мешкало 593 особи, налічувалось 130 дворових господарств.

## Населення
Згідно з переписом УРСР 1989 року чисельність наявного населення села становила 762 особи, з яких 343 чоловіки та 419 жінок.
За переписом населення України 2001 року в селі мешкало 747 осіб.

### Мова
Розподіл населення за рідною мовою за даними перепису 2001 року:
| Мова       | Чисельність | Відсоток |
| ---------- | ----------- | -------- |
| українська | 726         | 97,06%   |
| російська  | 20          | 2,68%    |
| вірменська | 1           | 0,13%    |
| румунська  | 1           | 0,13%    |
| Усього     | 748         | 100%     |

## Видатні уродженці
- Галенко Йосип Панасович — Герой Соціалістичної Праці.